# Єлизаров Василь Петрович
Василь Петрович Єлизаров (1887, Російська імперія — 1939) — радянський діяч, секретар партійної колегії Красноярської окружної контрольної комісії ВКП(б). Член ЦВК СРСР 3-го скликання. Член Центральної контрольної комісії ВКП(б) у 1927—1930 роках.

## Життєпис
Член РСДРП(б) з 1917 року.
У 1920-х роках працював монтером Красноярських залізничних майстерень.
У 1927—1930 роках — секретар партійної колегії Красноярської окружної контрольної комісії ВКП(б) Сибірського краю.
1938 року заарештований органами НКВС. Помер у 1939 році.